# Hal Robson-Kanu
Thomas Henry Alex Robson-Kanu, meglio conosciuto come Hal Robson-Kanu (Londra, 21 maggio 1989) è un ex calciatore inglese naturalizzato gallese di origini nigeriane, di ruolo attaccante.

## Biografia
Possiede origini nigeriane (da parte del padre) gallesi, in quanto sua nonna è nata a Caerphilly.

## Caratteristiche tecniche
Agisce prevalentemente da ala sinistra, avvalendosi della propria velocità lungo la fascia per mettersi a disposizione dei compagni di reparto.
Pur non essendo particolarmente prolifico sotto rete, in nazionale è stato impiegato dal commissario tecnico Chris Coleman anche come prima punta, in modo da sacrificarsi dando profondità alla manovra, favorendo gli inserimenti di Bale e Ramsey.

## Carriera

### Club
Muove i suoi primi passi nel settore giovanile dell'Arsenal, per poi approdare, all'età di 15 anni, al Reading. Poco dopo il suo arrivo subisce un grave infortunio ai legamenti del ginocchio - a cui seguirà una ricaduta una volta ristabilitosi - passando tre anni lontano dal terreno di gioco.
Il 6 luglio 2007 firma il suo primo contratto da professionista con i Royals, legandosi alla società biancoblu per due anni. Passa quindi in prestito al Southend Utd e allo Swindon Town in terza serie per fare esperienza.
Aggregato in prima squadra, dopo aver trascorso una prima stagione da riserva, riesce a ritagliarsi un posto da titolare sotto la guida di Brian McDermott.
Nel 2011, il tecnico lo adatta a terminale offensivo della manovra d'attacco in seguito alla partenza di Shane Long con ottimi risultati, salvo poi utilizzarlo nuovamente lungo la fascia.
Esordisce in Premier League il 18 agosto 2012 contro lo Stoke City. Nonostante passi la stagione - conclusasi con la retrocessione - relegato in panchina a causa della presenza in rosa di Garath McCleary, Jimmy Kébé e Jobi McAnuff, riesce a segnare 7 reti, di cui una nel 3-4 subito da parte del Manchester United.
Il 9 maggio 2016 la società comunica che il calciatore lascerà la squadra al termine della scadenza del contratto. Il 31 agosto 2016 passa a parametro zero al West Bromwich Albion, legandosi alla società inglese per due stagioni, con opzione di rinnovo per il terzo anno.

### Nazionale
Dopo aver indossato la divisa dell'Inghilterra a livello giovanile, nel 2010 - grazie alle origini della nonna, nata a Caerphilly - decide di rappresentare il Galles. Esordisce con la selezione gallese il 23 maggio 2010 in Croazia-Galles (2-0), sostituendo Robert Earnshaw al 27' della ripresa.
Diviene poi un convocato in pianta stabile dei gallesi, da cui viene poi convocato per gli Europei 2016 in Francia, a cui non era sicura la sua partecipazione a causa di un infortunio. Esordisce nella competizione l'11 giugno contro la Slovacchia, subentrando a 20' dal termine al posto di Jonathan Williams. Una sua rete allo scadere dell'incontro regala il primo successo storico della nazionale gallese nella rassegna europea. Risulterà nuovamente decisivo contro il Belgio ai quarti di finale, segnando una delle tre reti che consentiranno ai gallesi di accedere in semifinale.
Il 29 agosto 2018 annuncia il proprio ritiro dalla nazionale, salvo poi ritornare sui suoi passi nel gennaio 2020.

## Statistiche

### Presenze e reti nei club
Statistiche aggiornate al 23 maggio 2021.
| Stagione             | Squadra              | Campionato           | Campionato | Campionato | Coppe nazionali | Coppe nazionali | Coppe nazionali | Coppe continentali | Coppe continentali | Coppe continentali | Altre coppe | Altre coppe | Altre coppe | Totale | Totale |
| Stagione             | Squadra              | Comp                 | Pres       | Reti       | Comp            | Pres            | Reti            | Comp               | Pres               | Reti               | Comp        | Pres        | Reti        | Pres   | Reti   |
| -------------------- | -------------------- | -------------------- | ---------- | ---------- | --------------- | --------------- | --------------- | ------------------ | ------------------ | ------------------ | ----------- | ----------- | ----------- | ------ | ------ |
| 2007-gen. 2008       | Reading              | PL                   | 0          | 0          | FACup+CdL       | 0               | 0               | -                  | -                  | -                  | -           | -           | -           | 0      | 0      |
| gen.-giu. 2008       | Southend Utd         | FL1                  | 8          | 3          | FACup+CdL       | -               | -               | -                  | -                  | -                  | FLT         | -           | -           | 8      | 3      |
| 2008-gen. 2009       | Southend Utd         | FL1                  | 14         | 2          | FACup+CdL       | 0               | 0               | -                  | -                  | -                  | FLT         | 1           | 0           | 15     | 2      |
| Totale Southend Utd  | Totale Southend Utd  | Totale Southend Utd  | 22         | 5          |                 | 0               | 0               |                    | -                  | -                  |             | 1           | 0           | 23     | 5      |
| gen.-giu. 2009       | Swindon Town         | FL1                  | 20         | 4          | FACup+CdL       | -               | -               | -                  | -                  | -                  | FLT         | -           | -           | 20     | 4      |
| 2009-2010            | Reading              | FLC                  | 17         | 0          | FACup+CdL       | 1+0             | 0               | -                  | -                  | -                  | -           | -           | -           | 18     | 0      |
| 2010-2011            | Reading              | FLC                  | 27+2       | 5          | FACup+CdL       | 4+1             | 0+1             | -                  | -                  | -                  | -           | -           | -           | 34     | 6      |
| 2011-2012            | Reading              | FLC                  | 36         | 4          | FACup+CdL       | 1+1             | 0               | -                  | -                  | -                  | -           | -           | -           | 38     | 4      |
| 2012-2013            | Reading              | PL                   | 25         | 7          | FACup+CdL       | 3+2             | 0               | -                  | -                  | -                  | -           | -           | -           | 30     | 7      |
| 2013-2014            | Reading              | FLC                  | 36         | 4          | FACup+CdL       | 0+1             | 0               | -                  | -                  | -                  | -           | -           | -           | 37     | 4      |
| 2014-2015            | Reading              | FLC                  | 29         | 1          | FACup+CdL       | 6+1             | 3+0             | -                  | -                  | -                  | -           | -           | -           | 36     | 4      |
| 2015-2016            | Reading              | FLC                  | 28         | 3          | FACup+CdL       | 5+2             | 2+0             | -                  | -                  | -                  | -           | -           | -           | 35     | 5      |
| Totale Reading       | Totale Reading       | Totale Reading       | 198+2      | 24         |                 | 28              | 6               |                    | -                  | -                  |             | -           | -           | 228    | 30     |
| 2016-2017            | West Bromwich        | PL                   | 29         | 3          | FACup+CdL       | 1+0             | 0               | -                  | -                  | -                  | -           | -           | -           | 30     | 3      |
| 2017-2018            | West Bromwich        | PL                   | 21         | 2          | FACup+CdL       | 2+1             | 0               | -                  | -                  | -                  | -           | -           | -           | 24     | 2      |
| 2018-2019            | West Bromwich        | FLC                  | 35         | 4          | FACup+CdL       | 3+2             | 0               | -                  | -                  | -                  | -           | -           | -           | 40     | 4      |
| 2019-2020            | West Bromwich        | FLC                  | 39         | 10         | FACup+CdL       | 0               | 0               | -                  | -                  | -                  | -           | -           | -           | 39     | 10     |
| 2020-2021            | West Bromwich        | PL                   | 19         | 2          | FACup+CdL       | 0+2             | 3               | -                  | -                  | -                  | -           | -           | -           | 21     | 5      |
| Totale West Bromwich | Totale West Bromwich | Totale West Bromwich | 143        | 21         |                 | 11              | 3               |                    | -                  | -                  |             | -           | -           | 154    | 24     |
| Totale carriera      | Totale carriera      | Totale carriera      | 385        | 54         |                 | 39              | 9               |                    | -                  | -                  |             | 1           | 0           | 425    | 63     |

### Presenze e reti in nazionale
| Cronologia completa delle presenze e delle reti in nazionale ― Galles | Cronologia completa delle presenze e delle reti in nazionale ― Galles | Cronologia completa delle presenze e delle reti in nazionale ― Galles | Cronologia completa delle presenze e delle reti in nazionale ― Galles | Cronologia completa delle presenze e delle reti in nazionale ― Galles | Cronologia completa delle presenze e delle reti in nazionale ― Galles | Cronologia completa delle presenze e delle reti in nazionale ― Galles | Cronologia completa delle presenze e delle reti in nazionale ― Galles |
| Data                                                                  | Città                                                                 | In casa                                                               | Risultato                                                             | Ospiti                                                                | Competizione                                                          | Reti                                                                  | Note                                                                  |
| --------------------------------------------------------------------- | --------------------------------------------------------------------- | --------------------------------------------------------------------- | --------------------------------------------------------------------- | --------------------------------------------------------------------- | --------------------------------------------------------------------- | --------------------------------------------------------------------- | --------------------------------------------------------------------- |
| 23-5-2010                                                             | Osijek                                                                | Croazia                                                               | 2 – 0                                                                 | Galles                                                                | Amichevole                                                            | -                                                                     | 72’                                                                   |
| 8-10-2010                                                             | Cardiff                                                               | Galles                                                                | 0 – 1                                                                 | Bulgaria                                                              | Qual. Euro 2012                                                       | -                                                                     | 82’                                                                   |
| 8-2-2011                                                              | Dublino                                                               | Irlanda                                                               | 3 – 0                                                                 | Galles                                                                | Amichevole                                                            | -                                                                     | 68’                                                                   |
| 2-9-2011                                                              | Cardiff                                                               | Galles                                                                | 2 – 1                                                                 | Montenegro                                                            | Qual. Euro 2012                                                       | -                                                                     | 83’                                                                   |
| 12-11-2011                                                            | Cardiff                                                               | Galles                                                                | 4 – 1                                                                 | Norvegia                                                              | Amichevole                                                            | -                                                                     | 76’                                                                   |
| 29-2-2012                                                             | Cardiff                                                               | Galles                                                                | 0 – 1                                                                 | Costa Rica                                                            | Amichevole                                                            | -                                                                     |                                                                       |
| 27-5-2012                                                             | East Rutherford                                                       | Messico                                                               | 2 – 0                                                                 | Galles                                                                | Amichevole                                                            | -                                                                     | 59’                                                                   |
| 15-8-2012                                                             | Llanelli                                                              | Galles                                                                | 0 – 2                                                                 | Bosnia ed Erzegovina                                                  | Amichevole                                                            | -                                                                     | 62’                                                                   |
| 7-9-2012                                                              | Cardiff                                                               | Galles                                                                | 0 – 2                                                                 | Belgio                                                                | Qual. Mondiali 2014                                                   | -                                                                     | 71’                                                                   |
| 12-10-2012                                                            | Cardiff                                                               | Galles                                                                | 2 – 1                                                                 | Scozia                                                                | Qual. Mondiali 2014                                                   | -                                                                     | 71’                                                                   |
| 16-10-2012                                                            | Osijek                                                                | Croazia                                                               | 2 – 0                                                                 | Galles                                                                | Qual. Mondiali 2014                                                   | -                                                                     | 82’                                                                   |
| 6-2-2013                                                              | Swansea                                                               | Galles                                                                | 2 – 1                                                                 | Austria                                                               | Amichevole                                                            | -                                                                     | 60’                                                                   |
| 22-3-2013                                                             | Glasgow                                                               | Scozia                                                                | 1 – 2                                                                 | Galles                                                                | Qual. Mondiali 2014                                                   | 1                                                                     | 31’                                                                   |
| 26-3-2013                                                             | Swansea                                                               | Galles                                                                | 1 – 2                                                                 | Croazia                                                               | Qual. Mondiali 2014                                                   | -                                                                     | 41’ 64’                                                               |
| 14-8-2013                                                             | Cardiff                                                               | Galles                                                                | 0 – 0                                                                 | Irlanda                                                               | Amichevole                                                            | -                                                                     | 74’                                                                   |
| 10-9-2013                                                             | Cardiff                                                               | Galles                                                                | 0 – 3                                                                 | Serbia                                                                | Qual. Mondiali 2014                                                   | -                                                                     | 75’                                                                   |
| 11-10-2013                                                            | Cardiff                                                               | Galles                                                                | 1 – 0                                                                 | Macedonia                                                             | Qual. Mondiali 2014                                                   | -                                                                     |                                                                       |
| 15-10-2013                                                            | Bruxelles                                                             | Belgio                                                                | 1 – 1                                                                 | Galles                                                                | Qual. Mondiali 2014                                                   | -                                                                     | 87’                                                                   |
| 16-11-2013                                                            | Cardiff                                                               | Galles                                                                | 1 – 1                                                                 | Finlandia                                                             | Amichevole                                                            | -                                                                     | 84’                                                                   |
| 5-3-2014                                                              | Cardiff                                                               | Galles                                                                | 3 – 1                                                                 | Islanda                                                               | Amichevole                                                            | -                                                                     | 88’                                                                   |
| 4-6-2014                                                              | Amsterdam                                                             | Paesi Bassi                                                           | 2 – 0                                                                 | Galles                                                                | Amichevole                                                            | -                                                                     |                                                                       |
| 10-10-2014                                                            | Cardiff                                                               | Galles                                                                | 0 – 0                                                                 | Bosnia ed Erzegovina                                                  | Qual. Euro 2016                                                       | -                                                                     | 65’                                                                   |
| 13-10-2014                                                            | Cardiff                                                               | Galles                                                                | 2 – 1                                                                 | Cipro                                                                 | Qual. Euro 2016                                                       | 1                                                                     | 84’                                                                   |
| 16-11-2014                                                            | Bruxelles                                                             | Belgio                                                                | 0 – 0                                                                 | Galles                                                                | Qual. Euro 2016                                                       | -                                                                     |                                                                       |
| 28-3-2015                                                             | Haifa                                                                 | Israele                                                               | 0 – 3                                                                 | Galles                                                                | Qual. Euro 2016                                                       | -                                                                     | 68’                                                                   |
| 12-6-2015                                                             | Cardiff                                                               | Galles                                                                | 1 – 0                                                                 | Belgio                                                                | Qual. Euro 2016                                                       | -                                                                     |                                                                       |
| 3-9-2015                                                              | Nicosia                                                               | Cipro                                                                 | 0 – 1                                                                 | Galles                                                                | Qual. Euro 2016                                                       | -                                                                     | 68’                                                                   |
| 6-9-2015                                                              | Cardiff                                                               | Galles                                                                | 0 – 0                                                                 | Israele                                                               | Qual. Euro 2016                                                       | -                                                                     | 79’                                                                   |
| 10-10-2015                                                            | Zenica                                                                | Bosnia ed Erzegovina                                                  | 2 – 0                                                                 | Galles                                                                | Qual. Euro 2016                                                       | -                                                                     | 84’                                                                   |
| 13-10-2015                                                            | Cardiff                                                               | Galles                                                                | 2 – 0                                                                 | Andorra                                                               | Qual. Euro 2016                                                       | -                                                                     | 23’                                                                   |
| 11-6-2016                                                             | Bordeaux                                                              | Galles                                                                | 2 – 1                                                                 | Slovacchia                                                            | Euro 2016 - 1º turno                                                  | 1                                                                     | 71’                                                                   |
| 16-6-2016                                                             | Lens                                                                  | Inghilterra                                                           | 2 – 1                                                                 | Galles                                                                | Euro 2016 - 1º turno                                                  | -                                                                     | 72’                                                                   |
| 25-6-2016                                                             | Parigi                                                                | Galles                                                                | 1 – 0                                                                 | Irlanda del Nord                                                      | Euro 2016 - Ottavi di finale                                          | -                                                                     | 55’                                                                   |
| 1-7-2016                                                              | Lilla                                                                 | Galles                                                                | 3 – 1                                                                 | Belgio                                                                | Euro 2016 - Quarti di finale                                          | 1                                                                     | 80’                                                                   |
| 6-7-2016                                                              | Lione                                                                 | Portogallo                                                            | 2 – 0                                                                 | Galles                                                                | Euro 2016 - Semifinale                                                | -                                                                     | 63’                                                                   |
| 5-9-2016                                                              | Cardiff                                                               | Galles                                                                | 4 – 0                                                                 | Moldavia                                                              | Qual. Mondiali 2018                                                   | -                                                                     | 75’                                                                   |
| 6-10-2016                                                             | Vienna                                                                | Austria                                                               | 2 – 2                                                                 | Galles                                                                | Qual. Mondiali 2018                                                   | -                                                                     | 77’                                                                   |
| 9-10-2016                                                             | Cardiff                                                               | Galles                                                                | 1 – 1                                                                 | Georgia                                                               | Qual. Mondiali 2018                                                   | -                                                                     | 61’                                                                   |
| 12-11-2016                                                            | Cardiff                                                               | Galles                                                                | 1 – 1                                                                 | Serbia                                                                | Qual. Mondiali 2018                                                   | -                                                                     | 68’                                                                   |
| 24-3-2017                                                             | Dublino                                                               | Irlanda                                                               | 0 – 0                                                                 | Galles                                                                | Qual. Mondiali 2018                                                   | -                                                                     | 46’                                                                   |
| 2-9-2017                                                              | Cardiff                                                               | Galles                                                                | 1 – 0                                                                 | Austria                                                               | Qual. Mondiali 2018                                                   | -                                                                     | 69’                                                                   |
| 5-9-2017                                                              | Chișinău                                                              | Moldavia                                                              | 0 – 2                                                                 | Galles                                                                | Qual. Mondiali 2018                                                   | 1                                                                     | 57’ 88’                                                               |
| 6-10-2017                                                             | Tbilisi                                                               | Georgia                                                               | 0 – 1                                                                 | Galles                                                                | Qual. Mondiali 2018                                                   | -                                                                     | 74’                                                                   |
| 9-10-2017                                                             | Cardiff                                                               | Galles                                                                | 0 – 1                                                                 | Irlanda                                                               | Qual. Mondiali 2018                                                   | -                                                                     | 71’                                                                   |
| 6-9-2020                                                              | Cardiff                                                               | Galles                                                                | 1 – 0                                                                 | Bulgaria                                                              | UEFA Nations League 2020-2021 - 1º turno                              | -                                                                     | 61’                                                                   |
| 27-3-2021                                                             | Cardiff                                                               | Galles                                                                | 1 – 0                                                                 | Messico                                                               | Amichevole                                                            | -                                                                     |                                                                       |
| Totale                                                                |                                                                       | Presenze                                                              | 46                                                                    |                                                                       | Reti                                                                  | 5                                                                     |                                                                       |

## Palmarès

### Club
- Football League Championship: 1

Reading: 2011-2012